# Monterey (Luisiana)
Monterey es un lugar designado por el censo ubicado en la parroquia de Concordia en el estado estadounidense de Luisiana. En el Censo de 2010 tenía una población de 439 habitantes y una densidad poblacional de 53,86 personas por km².

## Geografía
Monterey se encuentra ubicado en las coordenadas 31°26′33″N 91°43′12″O / 31.44250, -91.72000. Según la Oficina del Censo de los Estados Unidos, Monterey tiene una superficie total de 8.15 km², de la cual 7.34 km² corresponden a tierra firme y (9.95%) 0.81 km² es agua.

## Demografía
Según el censo de 2010, había 439 personas residiendo en Monterey. La densidad de población era de 53,86 hab./km². De los 439 habitantes, Monterey estaba compuesto por el 99.09% blancos, el 0.23% eran afroamericanos, el 0% eran amerindios, el 0% eran asiáticos, el 0% eran isleños del Pacífico, el 0.46% eran de otras razas y el 0.23% pertenecían a dos o más razas. Del total de la población el 0.46% eran hispanos o latinos de cualquier raza.